# 三環系抗うつ薬

最も初期の抗うつ薬であるイミプラミンは三環式化合物である。

三環系抗うつ薬（TCA）の作用機序

三環系抗うつ薬（さんかんけいこううつやく、英: Tricyclic Antidepressants, TCA）は、抗うつ薬の種類の一つで初期のもので、化学構造中にベンゼン環を両端に含む環状構造が3つある三環式化合物であることを共通の特徴とする。
三環系抗うつ薬は、ノルアドレナリン、セロトニンなどの神経伝達物質に関与する神経細胞受容体に作用し、遊離するノルアドレナリン、セロトニンを増やす（正確には神経細胞による再取り込みを阻害する）働きをする。また、臨床効果が現れるのに飲み始めてから1～2週間はかかる。一般に、選択的作用が比較的低い。副作用（主に口渇、便秘、吐き気、排尿困難など）を伴う場合がある。
三環系抗うつ薬では、鎮静的な副作用が多いものがあり、また過剰摂取した際の死亡率が高い。四環系抗うつ薬も三環系に近い時代に開発されたものである。
日本うつ病学会のうつ病の診療ガイドラインでは、緊急入院を要する重症例ではTCAが有効性に勝るのではないかと言う専門家の意見がある。

## 薬剤名
「一般名（商品名）」という形式で、具体的薬剤を列挙する。

### 第1世代三環系抗うつ薬
- アミトリプチリン （トリプタノール、ラントロン）
- イミプラミン （イミドール、トフラニール）
- クロミプラミン （アナフラニール）
- トリミプラミン（英語版） （スルモンチール）
- ノルトリプチリン（ノリトレン）

### 第2世代三環系抗うつ薬
- アモキサピン （アモキサン）
- ドスレピン（英語版） （プロチアデン）
- ロフェプラミン（英語版） （アンプリット）